# Hotel Lech w Poznaniu
Hotel Lech (dawniej Residenzhotel oraz Hotel Britania) – zabytkowy, nieczynny hotel zlokalizowany w centrum Poznania, na osiedlu samorządowym Stare Miasto, przy ul. Święty Marcin 74 (róg Gwarnej).
Obiekt zaprojektowany w 1910 roku przez popularną podówczas spółkę architektoniczno-budowlaną Herman Böhmer i Paul Preul. Elewacja klasycyzująca z charakterystycznymi pilastrami przez całą jej wysokość. W kapitelach płaskorzeźby z figurkami dzieci. Dach, obecnie płaski, niegdyś był spadzisty. Budynek pełnił funkcje hotelowe od samego początku – posiadał windy, jadalnie na każdym piętrze, a w parterze sklepy.
W 1920 roku obiekt nabył Józef Draheim. Odtąd hotel nazywał się Britania. Po 1945 roku zyskał piastowską nazwę Lech i pozostawał w gestii Wielkopolskiego Przedsiębiorstwa Turystycznego Przemysław. Poddano go wtedy źle ocenianym przebudowom. Zlikwidowano wykusz narożny i część balkonów. Na początku lat 70. XX wieku podniesiono bryłę, niszcząc szczyty i deformując sylwetkę budynku (projektantem był Zygmunt Lutomski). Wybito także podcienie, zgodnie z aranżacją całej ul. Gwarnej.
W pobliżu znajdują się inne ważne realizacje urbanistyczne i architektoniczne z XIX i XX wieku, np. Hotel Reichshof, Kamienica Haase i Wagnera, Hotel Royal, Domy Towarowe Alfa, Dom Książki, czy Dzielnica Cesarska.
We wrześniu 2019 roku hotel został zamknięty.